# Chūō (Saitama)
Chūō (中央区, Chūō-ku) és un dels deu districtes urbans de la ciutat de Saitama, capital de la prefectura homònima, a la regió de Kanto, Japó. El nom del districte, Chūō, que en català vol dir "centre" o "central" fa referència a la posició geogràfica del districte dins de la ciutat. El districte comprén tot el terme de l'antiga ciutat de Yono (与野市, Yono-shi).

## Geografia
El districte de Chūō, malgrat el seu nom, es troba al sud-oest de la ciutat de Saitama, a la part occidental d'aquesta. El districte està totalment envoltat per altres iguals de la ciutat, sent aquests Ōmiya al nord, Minami al sud, Urawa a l'est i Sakura a l'oest. La pràctica totalitat de la superfície del districte de Chūō pertanyia a la ciutat de Yono fins al 2001. Tot i que aproximadament la meitat de la superfície total del districte està destinada a pràctiques residencials, des de la fundació de la nova ciutat de Saitama s'ha pretés des de l'ajuntament que l'antiga ciutat de Yono fora el nou centre de la nova ciutat (en lloc d'Urawa o Ōmiya per tal d'evitar rivalitats) i per a això li posaren el nom de Chūō al districte i s'han construït noves infraestructures com el districte de negocis Saitama Shin Toshin, que literalment vol dir "nou centre urbà de Saitama". Malgrat tot, Urawa continua sent el centre administratiu de la ciutat i la prefectura i Ômiya el centre comercial i d'entreteniment.

## Història
L'antic municipi de Yono fou fundat amb la categoria de vila l'1 d'abril de 1889 amb la nova llei de municipis i fou assignat al districte de Kita-Adachi. L'any 1955 ja hi hagueren plans de fusió de la vila amb les ciutats d'Urawa i Ōmiya, però foren rebutjats en referèndum. El 15 de juliol de 1958 la vila de Yono esdevé ciutat.
L'1 de maig de 2001, la ciutat de Yono es fusiona amb Urawa i Ômiya per tal de crear la nova ciutat de Saitama. L'actual districte de Chûô es funda l'1 d'abril de 2003 quan la recentment creada ciutat de Saitama esdevé una ciutat designada pel govern del Japó. El nou districte conté tot l'antic municipi de Yono i unes xicotetes parts frontereres d'Urawa i Ômiya.

## Transport

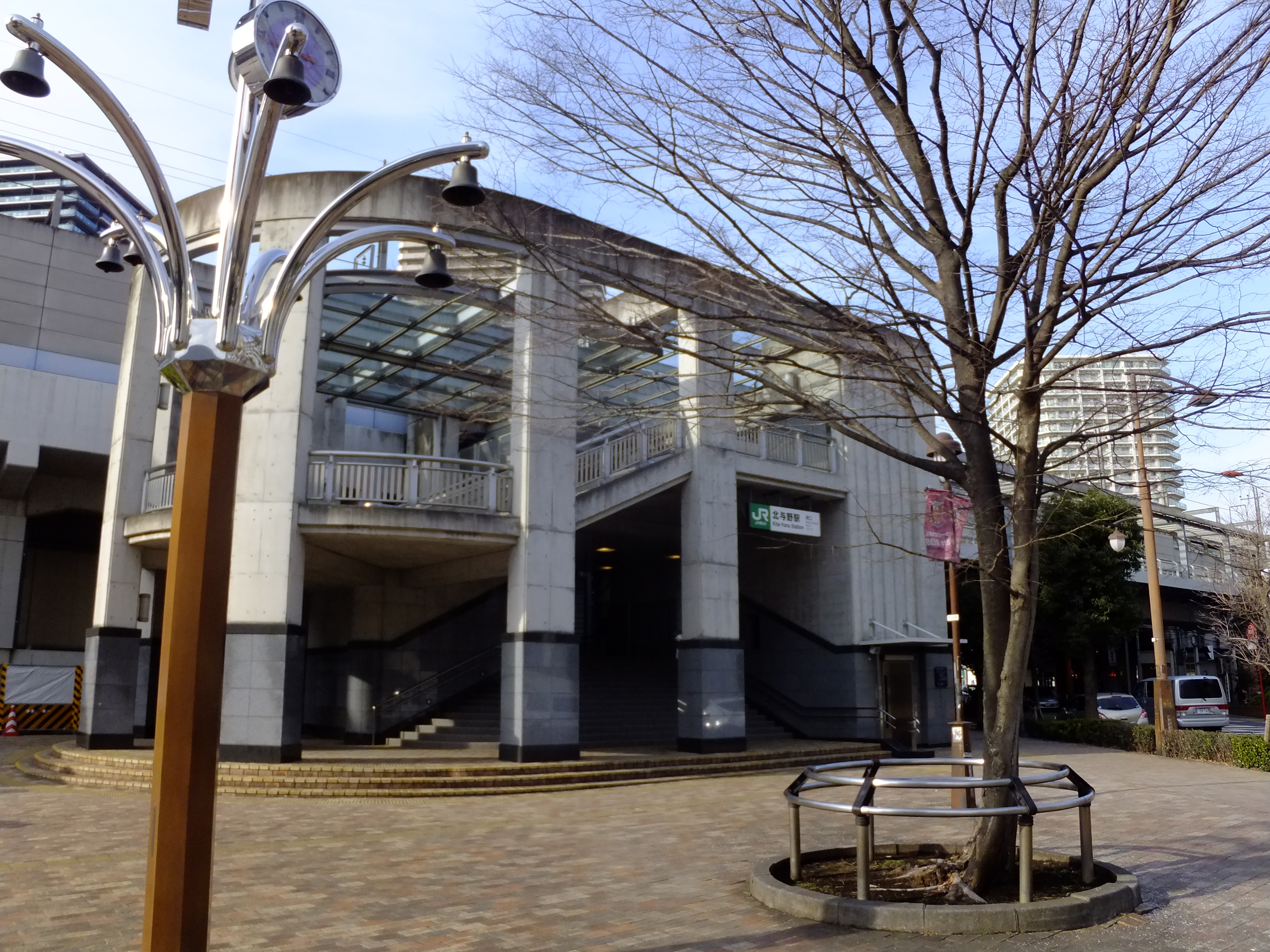
Estació de Kita-Yono

### Ferrocarril
- Companyia de Ferrocarrils del Japó Oriental (JR East)
  - Minami-Yono - Yono-Honmachi - Kita-Yono

L'estació de Yono i l'estació de Saitama-Shintoshin es troben als limits del districte, però pertanyen oficialment als districtes d'Urawa i Ōmiya respectivament.

### Carretera
- Nacional 17 - Nacional 463